# (8490) 1989 TU10
(8490) 1989 TU10 est un astéroïde de la ceinture principale découvert en 1989.

## Description
(8490) 1989 TU10 a été découvert le 4 octobre 1989 à l'observatoire de Kani (Japon) par Yoshikane Mizuno et Toshimasa Furuta.

### Caractéristiques orbitales
L'orbite de cet astéroïde est caractérisée par un demi-grand axe de 2,38 UA, un périhélie de 1,78 UA, une excentricité de 0,25 et une inclinaison de 6,12° par rapport à l'écliptique. Du fait de ces caractéristiques, à savoir un demi-grand axe compris entre 2 et 3,2 UA et un périhélie supérieur à 1,666 UA, il est classé, selon la JPL Small-Body Database, comme objet de la ceinture principale.

### Caractéristiques physiques
(8490) 1989 TU10 a une magnitude absolue (H) de 14,5 et un albédo estimé à 0,057.